# Santa Ana (Pampanga)
Santa Ana is een gemeente in de Filipijnse provincie Pampanga op het eiland Luzon. Bij de laatste census in 2007 had de gemeente bijna 50 duizend inwoners.

## Geografie

### Bestuurlijke indeling
Santa Ana is onderverdeeld in de volgende 14 barangays:
| - San Agustin - San Bartolome - San Isidro - San Joaquin - San Jose - San Juan - San Nicolas | - San Pablo - San Pedro - San Roque - Santa Lucia - Santa Maria - Santiago - Santo Rosario |

## Demografie
Santa Ana had bij de census van 2007 een inwoneraantal van 49.756 mensen. Dit zijn 6.766 mensen (15,7%) meer dan bij de vorige census van 2000. De gemiddelde jaarlijkse groei komt daarmee uit op 2,04%, hetgeen lager is dan het landelijk jaarlijks gemiddelde over deze periode (2,04%). Vergeleken met de census van 1995 is het aantal mensen met 11.781 (31,0%) toegenomen.

De bevolkingsdichtheid van Santa Ana was ten tijde van de laatste census, met 49.756 inwoners op 39,84 km², 953,2 mensen per km².